# Nuevo Celilac
Nuevo Celilac est une municipalité du Honduras, située dans le département de Santa Bárbara. La municipalité comprend 7 villages et 62 hameaux. Elle est fondée en 1888.

## Source de la traduction
- (en) Cet article est partiellement ou en totalité issu de l’article de Wikipédia en anglais intitulé « Nuevo Celilac » (voir la liste des auteurs).